# Colobostema angulosum
Colobostema angulosum är en tvåvingeart som beskrevs av Haenni 1993. Colobostema angulosum ingår i släktet Colobostema och familjen dyngmyggor.
Artens utbredningsområde är Burundi. Inga underarter finns listade i Catalogue of Life.